# Атлас (ракета)
Вижте пояснителната страница за други значения на Атлас.
Атлас (на английски: Atlas) е името на американско семейство ракети-носители. Ракета Атлас е конструирана в края на 50-те години на 20 век. Ракетата използва течни горива, като LOX и РП-1. Моделите Атлас II са изстрелвани общо 63 пъти в периода между 1991 и 2004 година. Има само 6 изстрелвания на ракета Атлас III от 2000 до 2005 г. Атлас V е все още в употреба с планирани полети до 2011 г.

## Еволюция на Атлас

### Ракета Атлас
Първото изстрелване на междуконтинентална балистична ракета Атлас се състои на 17 декември 1957 г. Построени са около 350 такива ракети. Много от тях са преработени в ракети-носители след излизане от употреба. Ракетите преработени в Атлас Е/Ф са иползвани за извеждане на изкуствени спътници GPS.
Конструирани са и ракети Атлас за невоенни цели. На 18 декември 1958 г. такава ракета е използвана за извеждането на спътник SCORE, който е първият прототип на комуникационен спътник и първият тест за практическо приложение на спътник.
Атлас е използвана за много от полетите на програма Мъркюри. На 20 февруари 1962 е изстрелян полет Френдшип 7 с космонавтът Джон Глен наборда, който прави три обиколки около Земята. Това е първият американски космонавт в орбита около Земята. С Атлас са направени още три полета от тази програма между 1962 – 63 г.
НАСА изстрелва космчиеските апарати от програма Сървейър и апаратите пратени до Марс от програма Маринър с тази ракета.

### Атлас I
С първото изстрелване на Атлас I е изведен изкуственият спътник CRRES на 25 юли 1990 г.

### Атлас II
През май 1988 американските ВВС избират Дженерал Динамикс (сега Локхийд Мартин) за конструирането на Атлас II. С първото изстрелване е изведен спътникът Eutelsat в геостационарна орбита на 7 декември 1991 г.

### Атлас III
Атлас III е използвана в периода 2000 – 2005 г. Тази ракета е първата от семейството, която използва „нормални“ ракетни степени. Първата ѝ степен използва само един двигател РД-180.

### Атлас V
Атлас V е конструирана от United Launch Alliance, компания на Локхийд Мартин и Боинг. Първото изстрелване е направен на 21 август 2005 г. През късната 2009 ракетата трябва да изстреля Марс сайънс лаборътори.